# 이수시스템
주식회사 이수시스템은 이수그룹 계열사다. 이수시스템은 1996년 창립 이래, IT컨설팅, 시스템 통합, IT아웃소싱 및 솔루션 개발 사업을 주력으로 기업 환경에 최적화된 IT시스템을 개발해오고 있다. ERP(SAP/Oracle), 인사관리 솔루션(e-HR, Cloud SaaS HR)을 시작으로 최근 스마트팩토리, 스마트팜 등 기업 정보화를 선도하는 다양한 솔루션을 바탕으로 산업 전분야에 걸친 다양한 IT구축 성공사례 및 레퍼런스를 보유하고 있다. 본사는 서울특별시 서초구 반포동에 위치해 있다.

## 연혁
- 1996년 회사 설립
- 2000년 SAP ERP Services Partner 체결
- 2002년 Oracle OMC/OPP Partner계약 체결
- 2002년 이수시스템 주식회사 사명 변경
- 2004년 SAP SMB Chemicals 부문 VAR Partner 체결
- 2004년 e-HR 인사관리 패키지 개발 (제품명 OPTI-HR)
- 2004년 SAP All-In-One 기반 화학업종 전문 패키지 OPTI-Chem 개발
- 2007년 IBM Advanced ISV (Independent Solution Vendor) 선정  :  e-HR 솔루션 부문
- 2008년 Oracle PeopleSoft Partner 체결
- 2008년 한국정보통신기술협회 "GS (Good Software) 인증" 획득 (OPTI-HR)
- 2009년 국제 표준화 기구에서 인증하는 “ISO27001 정보보호인증” 획득
- 2010년 SaaS형 IT기반경영혁신강화사업 HR부문 사업자 선정(중소기업정보기술 진흥원)
- 2011년 LG U+ 통신사업 전략적 B2B Partnership 체결
- 2012년 SAP "PCoE(Partner Center of Expertise) 인증" 취득
- 2013년 HTML5 기반 OPTI-HR 4.0 Release
- 2014년 주식회사 이수시스템 사명 변경
- 2015년 Cloud, IoT 사업개시(Mcare, PearBranch, GateIn, 비상상황공유솔루션 등)
- 2016년 비전 선포식
- 2018년 모바일 HR 개발 및 서비스
- 2019년 레이저 스캔 기반 도면정보 활용 플랜트 통합관리 방법 및 시스템 특허 출원
- 2020년 크루셜트랙 MOU 체결
- 2020년 일과사람연구소 안녕㈜ MOU 체결

## 사업 부문

### 사람 부문
- e-HR
- SaaS e-HR
- 모바일 HR
- 근태/근무관리솔루션
- 클라우드 채용 솔루션
- WORKUP

### 안전 부문
- 스마트팩토리(역설계 기반 플랜트포탈시스템, 변경관리)
- 스마트팜
- SAP
- AFP
- BizPTT
- IT Consulting 및 구축, IT Outsourcing, 재난/안전/보안 솔루션 유통

## 사업장 위치
- 본사 : 서울시 서초구 사평대로 60 덕명빌딩 4F~7F(반포동 113-3, 우편번호 06575)

## 같이 보기
- 이수그룹